# Pedro Peñaranda Barea
Pedro Peñaranda Barea (ur. 2 września 1890 w Saragossie, zm. 23 września 1923 w Mechelen) – hiszpański pilot balonowy. Zginął podczas zawodów o Puchar Gordona Bennetta.

## Życiorys
Jego rodzicami byli: dowódca kawalerii Román Peñaranda Salvadores i Petra Barea Lorau. W 1905 roku rozpoczął studia w Academia de Infantería w Toledo. Od 1909 roku służy w Batallón de Cazadores de Las Navas z którym w 1913 roku jedzie do Maroka, aby wziąć udział w wojnie przeciwko Republice Rifu, Za to 20 kwietnia 1914 roku został odznaczony Krzyżem Zasługi Wojskowej I Klasy z odznaką czerwoną, a w 1915 roku Cruz de María Cristina I klasy. W lipcu 1914 roku został studentem Escuela Superior de Guerra w Madrycie. Po odbyciu praktyk w 1919 roku ukończył kurs obserwatora na lotnisku Cuatro Vientos w Madrycie. Wrócił do służby w pułku piechoty, ale od 1921 roku pracuje jako wykładowca w Colegio de Huérfanos de la Guerra w Guadalajarze. Równocześnie trenuje jako obserwator balonowy w Escuela Práctica de Aerostación. W 1923 roku został wybrany przez Servicio Militar de Aerostación członkiem komisji odpowiedzialnej za reorganizację szkolenia praktycznego w lotach balonowych. We wrześniu 1923 roku został członkiem załogi balonu Polar i wziął udział w zawodach o Puchar Gordona Bennetta. 23 sierpnia zginął godzinę po starcie balonu w wyniku uderzenia pioruna. Pilot balonu Félix Gómez-Guillamón przeżył upadek.
27 września w Brukseli odbył się pogrzeb trzech z pięciu ofiar zawodów. Oprócz Pedra Peñaranda Barea trumny dwóch Szwajcarów: Christiana von Grünigena i Ferdinanda Wehrena ustawiono w jednej z sal szpitala wojskowego. W pogrzebie wzięli udział: przedstawiciele króla, Minister Obrony Narodowej, ambasador Hiszpanii, chargé d’affaires Szwajcarii w Belgii oraz członkowie Aeroklubu Belgii. Trumny przykryto flagami Szwajcarii i Hiszpanii. Po uroczystościach religijnych przemawiał prezes Aeroklubu, ambasador Hiszpanii i chargé d’affaires Szwajcarii. Barea został pochowany w Belgii, w Brukseli.

## Życie prywatne
21 grudnia 1916 roku wziął ślub z Marią Teresą Mendizábal i de la Peña w kościele San Ginés w Madrycie.